# Doc Cheatham
Doc Cheatham (Nashville, 1905. június 13. – Washington, 1997. június 2.) Grammy-díjas amerikai trombitás, énekes, zenekarvezető. Theo Croker dzsessztrombitás nagyapja.

## Pályafutása
Cheatham trombitált az iskolában, később pedig orvosi tanulmányokat is folytatott. Így lett a beceneve „Doc”. Egy egy ideig helyi zenekarokban dolgozott. Körülbelül 75 évig trombitás volt a színpadokon, sokkal tovább mint Miles Davis vagy Louis Armstrong − aki a példaképe volt. 1923-ban kísérte Bessie Smith-t Nashville-ben. Chicagóban főleg Albert Wynnel, Erskine Tate-tel, Ma Rainey-vel szerepelt. Eeinte altszaxofonon játszott, amit az 1920-as évek végén cserélt le trombitára. A trombitát King Olivertől kapta.
1926-ban John Williamsszel turnézott. Chicagóban Albert Wynnel (olykor Louis Armstrongot helyettesítve a Vendome Színházban) és Bobby Lee-vel játszott.
1927-ben Philadelphiában Wilbur de Parisszel, New Yorkban Chick Webb-el, európai turnékon Sam Woodinggal (1928-30), majd New Yorkban Marion Hardy-val és a McKinney's Cotton Pickers együttes társaságában lépett fel. 1932-39-ban Cab Calloway, 1939-ben Teddy Wilson, 1940-től Benny Carter, Teddy Hill, 1941-ben és 1944-ben Eddie Heywood mellett játszott. Ekkoriban kísérte Billie Holiday-t.
1948-tól főleg latin zenekarokban játszott, például Machito-val. 1960-tól  Herbie Mannal afrikai turnén volt, 1961-ben pedig Harold Shorty Bakerrel és Sammy Price-ral készített felvételeket.
Az 1970-80-as években nemzetközi dzsesszfesztiválok sztárja lett. 1988-ban felvette a „Dear Doc...” című albumot. A felvételt Doc finom humora, az ének- és trombitahang olyan varázsa jellemzi − mint Chet Bakert élete utolsó éveiben. 1997 júniusában Cheatham halt meg a washingtoni Blues Alley Clubban egy fellépés után.

## Albumok
- 1961: [Shorty & Doc with Shorty Baker
- 1973: Adolphus Doc Cheatham
- 1975: Hey Doc!
- 1976: Doc and Sammy
- 1977: Good for What Ails Ya
- 1979: Black Beauty
- 1979: John, Doc and Herb
- 1982: I've Got a Crush on You
- 1982: It's a Good Life
- 1982: Too Marvelous for Words
- 1983: The Fabulous Doc Cheatham
- 1985: At the Bern Jazz Festival
- 1985: Highlights in Jazz
- 1987: Tribute to Billie Holiday
- 1988: Dear Doc
- 1988: Tribute to Louis Armstrong
- 1988: Doc Cheatham and Sammy Price in New Orleans with Lars Edegran's Jazz Band
- 1992: Eartha Kitt/Doc Cheatham/Bill Coleman with George Duvivier & Co.
- 1992: Echoes of New Orleans
- 1992: You're a Sweetheart
- 1993: Live
- 1993: The Eighty-Seven Years of Doc Cheatham
- 1995: Duets and Solos
- 1995: Swinging Down in New Orleans
- 1996: Live at Sweet Basil
- 1997: Doc Cheatham & Nicholas Payton with Nicholas Payton
- 1997: Mood Indigo: A Memorial
- 1999: At the Vineyard on a Cold Sunday in January
- 2000: Live at the Windsor Jazz Series 1981
- 2003: Meets the Swiss Dixie Stompers Plus Two
- 2011: From Dixie to Swing
- 2013: Live in New York 1985 with George Kelly

## Díjak
- 1997: Grammy-díj: „Stardust”: Best Jazz Instrumental Performance, szólista (zene: Hoagy Carmichael, Mitchell Parish)

## Fordítás
Ez a szócikk részben vagy egészben  a   Doc Cheatham című német Wikipédia-szócikk ezen változatának fordításán alapul.  Az eredeti cikk szerkesztőit annak laptörténete sorolja fel. Ez a jelzés csupán a megfogalmazás eredetét és a szerzői jogokat jelzi, nem szolgál a cikkben szereplő információk forrásmegjelöléseként.